# Rued Langgaard

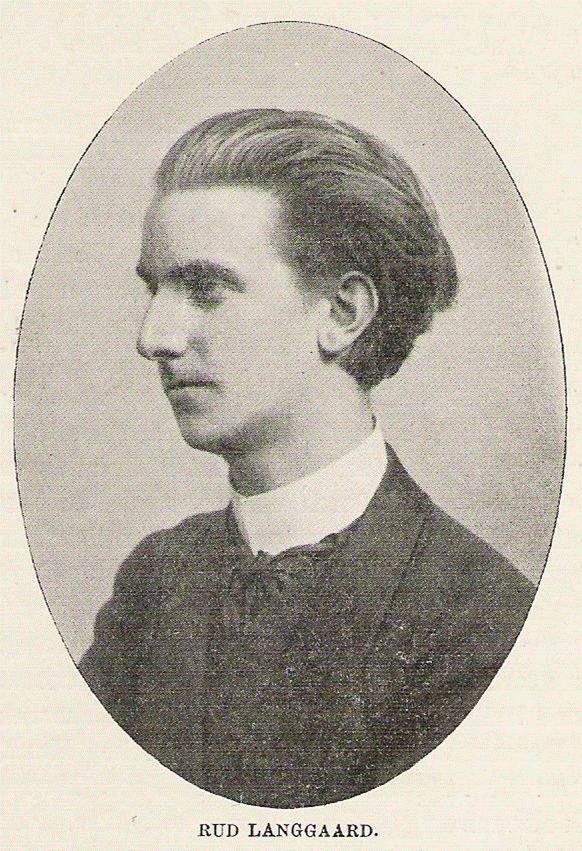
Rued Langgaard.

Rued Immanuel Langgaard, född den 28 juli 1893 i Köpenhamn, död den 10 juli 1952 i Ribe, var en dansk tonsättare och organist, son till Siegfried Langgaard. 
Langgaard var elev till bland andra Johan Svendsen, C.F.E. Horneman och Gustav Helsted och debuterade som organist redan 1904. 
Han komponerade operan Antikrist, symfonier, körverk, en mängd sånger, kammarmusik och orgelstycken. 
Langgaard förenade teknisk säkerhet med fint sinne för själens rörelser. Han dirigerade 1915 i Stockholm sin orkesterdikt Sphinx.